# 趙爾萃
趙爾萃（1851年—1917年），字公慶，号小魯，又作筱魯，晚號傲來山民，漢軍正藍旗人，清朝政治人物、進士出身。

## 生平
光緒十五年（1889年），参加光緒己丑科殿試，登進士二甲76名。同年五月，著交吏部掣签，補夏津縣知縣。
初到任时，适逢连日降雨不停，致使大运河夏津段决口，洪水顺西沙河北流至武城县甲马营入卫河，淹没两岸大片农田，武城县为保农田，便筑堤防水。但是洪水不泄，夏津县的农田与房舍就会受灾，所以夏津县便有人扒堤泄水。武城筑堤，夏津扒堤，双方村民反复以此对抗，最后武城县乡户武装巡堤，双方斗争随暂时中断，但事态已然升级。夏津县境内洪水越积越多，县民涌向县衙，赵尔萃遂出衙乘舟视灾。武城方面不知其为夏津知县，便用鸟铳威胁来人，赵尔萃则大呼：“我是夏津知县，你们朝我开铳，不要打百姓！”之后赵尔萃登岸与武城方面的主事者商讨，最终平毁堤坝，从而顺利泄洪。夏津县数十村庄得以保全，武城方面村庄也安然无事，继而，又督工庀材堵塞运河决口，派人日夜巡视。
后以三品道员身份任直隶候补道，旋即辞官。
辞官后在泰安居住，在泰城南关曾有赵家公馆，1917年卒于泰安，终年66岁。有文章《天然池记》。

## 家庭
- 高祖：趙洵，兄弟有趙淳、趙濂。
- 曾祖：寅宾。
- 祖：（赵）達綸，取满名，不冠以汉姓，其弟達祿等。達綸堂亲有阿林 (乾隆进士)、（趙）珠敦、寅亮、寅羲、达瀛等众多。达瀛娶道光帝和妃亲侄女（父延昌），达瀛的兄弟和子女同贵族多有联姻。
- 父：（赵）文颖和堂弟(趙)文起是道光25年同科进士，文起女婿正黄旗汉军衡州府知府曹裕慶，侄女曹氏嫁山東巡撫文彬之子进士延燮。
- 兄弟：趙爾震、趙爾巽、趙爾丰。
- 同族赵氏：众多，列举几例姻亲如下。一赵氏，乃进士承齡（裕瑚鲁氏）之母，其父正蓝旗汉军趙寅亮，胞叔乾隆辛丑科進士阿林 (乾隆进士)，堂姊赵氏嫁正蓝旗满洲、嘉慶辛酉科進士他塔喇氏秀堃，胞姊赵氏嫁内务府正白旗汉军李氏舒辰，父内务府六库郎中兼骁骑参领恒林，嫡堂弟道光九年（1829年）己丑科进士舒貴。一赵氏，进士承齡（裕瑚鲁氏）之妻，父正蓝旗汉军趙達誠，祖父趙寅亮；承齡的妻、母均属正蓝旗汉军、清末東三省總督趙爾巽家族。一赵氏，父正蓝旗汉军赵达瀛，祖伯父乾隆辛丑科进士阿林 (乾隆进士)，曾祖乾隆癸酉科举人赵淳。赵氏，阿林 (乾隆进士)侄孫女，嫁山東巡撫文彬之子延照。一赵氏，阿林 (乾隆进士)孫女，嫁礼部尚书贵庆子吏部郎中宝源局监督浙江嘉興府知府瑞琇。一赵氏嫁杨佳氏鍾祥 (嘉慶進士)堂兄弟浙江嘉興府知府進士鍾裕。一赵氏嫁将军明誼。一赵氏，阿林 (乾隆进士)侄孫女，嫁徐桐之子徐承熊。一赵氏嫁英廉后代（冯氏）巴揚阿。一赵氏嫁總督柏貴。一赵氏嫁张氏保淳。一赵氏嫁李質穎曾孫、安齡侄進士(李氏)豐安。一赵氏嫁道光帝和妃侄子湖北按察使福珠隆阿。另有赵氏女子和宗室爱新觉罗氏联姻较多。